# Rumunia na Zimowych Igrzyskach Olimpijskich 1988
Rumunię na Zimowych Igrzyskach Olimpijskich 1988 reprezentowało 11 zawodników: pięciu mężczyzn i sześć kobiet. Był to trzynasty start reprezentacji Rumunii na zimowych igrzyskach olimpijskich.

## Skład reprezentacji

### Narciarstwo alpejskie
Kobiety
| Zawodniczka  | Konkurencja   | Wyścig 1      | Wyścig 2      | Suma          | Suma    |
| Zawodniczka  | Konkurencja   | Czas          | Czas          | Czas          | Miejsce |
| ------------ | ------------- | ------------- | ------------- | ------------- | ------- |
| Mihaela Fera | Zjazd         |               |               | Nie ukończyła | –       |
| Mihaela Fera | Supergigant   |               |               | 1:25.55       | 34      |
| Mihaela Fera | Slalom gigant | Nie ukończyła | –             | Nie ukończyła | –       |
| Mihaela Fera | Slalom        | 58.35         | Nie ukończyła | Nie ukończyła | –       |

Kombinacja kobiet
| Zawodniczka  | Zjazd   | Slalom | Slalom | Suma   | Suma    |
| Zawodniczka  | Czas    | Czas 1 | Czas 2 | Punkty | Miejsce |
| ------------ | ------- | ------ | ------ | ------ | ------- |
| Mihaela Fera | 1:19.82 | 45.17  | 46.37  | 141.75 | 21      |

### Bobsleje
| Osada | Zawodnicy                          | Konkurencja | Ślizg 1 | Ślizg 1 | Ślizg 2 | Ślizg 2 | Ślizg 3 | Ślizg 3 | Ślizg 4 | Ślizg 4 | Suma    | Suma    |
| Osada | Zawodnicy                          | Konkurencja | Czas    | Miejsce | Czas    | Miejsce | Czas    | Miejsce | Czas    | Miejsce | Czs     | Miejsce |
| ----- | ---------------------------------- | ----------- | ------- | ------- | ------- | ------- | ------- | ------- | ------- | ------- | ------- | ------- |
| ROU-1 | Csaba Nagy Lakatos Costel Petrariu | Dwójki      | 58.83   | 23      | 1:00.82 | 28      | 1:01.75 | 28      | 1:00.62 | 25      | 4:02.02 | 24      |
| ROU-2 | Dorin Degan Grigore Anghel         | Dwójki      | 58.85   | 24      | 1:01.00 | 33      | 1:01.81 | 29      | 1:01.14 | 28      | 4:02.80 | 27      |

| Osada | Zawodnicy                                                        | Konkurencja | Ślizg 1 | Ślizg 1 | Ślizg 2 | Ślizg 2 | Ślizg 3 | Ślizg 3 | Ślizg 4 | Ślizg 4 | Suma    | Suma    |
| Osada | Zawodnicy                                                        | Konkurencja | Czas    | Miejsce | Czas    | Miejsce | Czas    | Miejsce | Czas    | Miejsce | Czas    | Miejsce |
| ----- | ---------------------------------------------------------------- | ----------- | ------- | ------- | ------- | ------- | ------- | ------- | ------- | ------- | ------- | ------- |
| ROU-1 | Csaba Nagy Lakatos Grigore Anghel Florin Olteanu Costel Petrariu | Czwórki     | 57.41   | 18      | 58.49   | 19      | 57.64   | 21      | 58.35   | 19      | 3:51.89 | 20      |

### Biegi narciarskie
Kobiety
| Konkurencja                     | Zawodniczka           | Wyścig    | Wyścig  |
| Konkurencja                     | Zawodniczka           | Czas      | Miejsce |
| ------------------------------- | --------------------- | --------- | ------- |
| Bieg na 5 km stylem klasycznym  | Ileana Hangan-Ianoșiu | DNF       | –       |
| Bieg na 5 km stylem klasycznym  | Mihaela Cârstoi       | 18:21.6   | 51      |
| Bieg na 10 km stylem klasycznym | Adina Țuțulan-Șotropa | 35:31.1   | 47      |
| Bieg na 10 km stylem klasycznym | Rodica Drăguș         | 33:51.4   | 39      |
| Bieg na 20 km stylem dowolnym   | Mihaela Cârstoi       | 1'06:59.5 | 48      |
| Bieg na 20 km stylem dowolnym   | Adina Țuțulan-Șotropa | 1'05:48.6 | 46      |
| Bieg na 20 km stylem dowolnym   | Rodica Drăguș         | 1'03:06.0 | 39      |

Sztafeta kobiet 4 x 5 km
| Zawodniczki                                                               | Wyścig    | Wyścig  |
| Zawodniczki                                                               | Czas      | Miejsce |
| ------------------------------------------------------------------------- | --------- | ------- |
| Ileana Hangan-Ianoșiu Mihaela Cârstoi Adina Țuțulan-Șotropa Rodica Drăguș | 1'10:59.9 | 12      |

### Saneczkarstwo
Kobiety
| Zawodniczka | Ślizg 1 | Ślizg 1 | Ślizg 2 | Ślizg 2 | Ślizg 3 | Ślizg 3 | Ślizg 4 | Ślizg 4 | Suma     | Suma    |
| Zawodniczka | Czas    | Miejsce | Czas    | Miejsce | Czas    | Miejsce | Czas    | Miejsce | Czas     | Miejsce |
| ----------- | ------- | ------- | ------- | ------- | ------- | ------- | ------- | ------- | -------- | ------- |
| Livia Pelin | 47.204  | 17      | 47.541  | 17      | 47.601  | 16      | 47.305  | 17      | 3:09.651 | 17      |